# Příběhy Země
Mezinárodní filmový festival Příběhy Země (anglicky: Earth Talks International Film Festival) je každoroční soutěž nejlepších dokumentárních filmů z celého světa o budoucnosti života na Zemi. Čestným prezidentem festivalu je filmař a producent Steve Lichtag. 

## Soutěžní festival v Praze
Pět dní trvající soutěžní festival přináší dokumentární filmy z celého světa, přednášky odborníků a osobností, besedy s filmovými tvůrci, workshopy, koncerty, výstavy, program pro rodiny s dětmi. 
Ocenění mezinárodní poroty soutěžního festivalu získají dokumentární filmy s vynikajícím filmovým zpracováním a s obsahem, který nejvíce přispívá k udržitelné budoucnosti života na této planetě.

Koná se každý rok v říjnu v Praze.

## 40 filmových festivalů po celé ČR
Nejlepší dokumentární filmy soutěžního festivalu, zajímavé přednášky, koncerty, workshopy a další doprovodné akce může během roku veřejnost zhlédnout v dalších 40 městech po celé ČR. 

Příběhy Země se mimo Prahu konají každý rok v průběhu listopadu až dubna následujícího roku.

## Mezinárodní odborná porota MFF Příběhy Země
Do mezinárodní soutěže festivalu se přihlásilo 853 filmů z 81 zemí světa. Do soutěže jich bylo zařazeno 80. Pětičlenná odborná porota ocení ty nejlepší filmy v 7 soutěžních kategoriích.[kdy?]

### Předseda poroty
- Michael Havas (Nový Zéland)

### Členové poroty
- Jan Svatoš (Česko)
- Thomas John Lichtag (USA)
- Joana Jedrusik (Polsko)
- Rich Baxter (Velká Británie)

## Soutěžní filmové sekce
1. Okamžiky
2. Fascinace přírodou
3. Zodpovědná společnost
4. Pokrok: Věda, inovace a technologie
5. V rovnováze: Odpovědná spotřeba a ekonomika
6. Dětskýma očima
7. Celovečerní dokumentární film

## Spolupráce se školami
Festival Příběhy Země spolupracuje se základními a středními školami, pro které pořádá unikátní dopolední programy obsahující filmy, soutěže a interaktivní zábavné vzdělávání.  V roce 2016 se zapojilo více než 240 škol v ČR.
Programy pro školy probíhají po dobu konání celého ročníku od října do dubna následujícího roku.

## Historie
První ročník festivalu proběhl pod původním názvem Ekotopfilm - mezinárodní festival dokumentárních filmů o trvale udržitelném rozvoji. Komunikační kampaň festivalu „Dochází nám herci“, která upozorňuje na vymírání ohrožených druhů, získala v dubnu 2017 ocenění bronzovým Louskáčkem. Soutěžní festival prvního ročníku proběhl od 15. do 19. října 2016 v Praze. Festivaly v dalších 46 městech po celé České republice se konaly následně od listopadu 2016 do konce května 2017. První ročník festivalu navštívilo 72 000 návštěvníků.
V roce 2017 získal festival Příběhy Země jako významný kulturně společenský projekt, který inspiruje a pomáhá k naplňování principů udržitelnosti, záštitu předsedy vlády České republiky a pobočky mezinárodní organizace OSN v Praze.